# Підсолоджувачі
Підсолоджувачі або замінники цукру — це група адитивів, які використовуються з метою надання солодкого смаку продуктам харчування. На відміну від натуральної цукрози, замінники цукру засвоюються в організмі не так швидко, не створюють перевантажень для підшлункової залози, у помірних кількостях не призводять до різкого підвищення рівня глюкози в крові. Фізіологічна теплотворна здатність підсолоджувачів в порівнянні з цукром або значно знижена або відсутня. Підсолоджувачі бувають натуральні, синтетичні та штучні.

## Природні підсолоджувачі. Натуральні замінники цукру
До натуральних замінників цукру відносять речовини, які зустрічаються в природі і були виділені з природної сировини або виділені з природної сировини і синтезовані.

## Синтетичні підсолоджувачі
Більшість підсолоджувачів у харчових продуктах є синтетичними. Звичайно, ними є штучні підсолоджувачі (див. нижче), але й, приміром, до цієї групи відносяться і натуральні підсолоджувачі, які присутні в фруктах і деяких овочах і отримані синтетичним хімічним гідруванням: ксиліт — з ксилози, сорбіт — з глюкози; лактітол — отриманий з лактози.
Цукрові спирти не сприяють руйнуванню зубів.

### Штучні підсолоджувачі (цукрозамінники)
Це речовини, які не мають хімічної схожості зі звичайними вуглеводами. У них, за рідкісним винятком, дуже різноманітна і складна хімічна структура, що не відповідає нормальним молекулам організму.
Серед цих підсолоджувачів виділяють важливий клас підсолоджувачів — інтенсивні підсолоджувачі.

## Причини для використання
Замінники цукру використовуються для цілого ряду причин, в тому числі:
- Для надання допомоги в втраті ваги шляхом обмеження споживання харчової енергії, оскільки підсолоджувачі мають мало або зовсім не мають харчової енергії. Це дозволяє людям споживати ті ж продукти, які вони споживають зазвичай, але при цьому дає змогу скинути зайву вагу і уникнути інших проблем, пов'язаних з надмірним споживанням калорій. Проте слід зазначити, що при недотриманні певних умов, це навпаки може призвести до збільшення ваги тіла людини (наприклад, див. аспартам)

- Стоматологічна допомога. Наприклад, ксиліт володіє запобіжною дією, яка проявляється у перешкоджанні бактеріям в приєднанні їх до поверхні зуба, що запобігає утворенню зубного нальоту і врешті-решт руйнуванню зуба. Вуглеводи і цукри, зазвичай, прилипають до емалі зуба і бактерії можуть харчуватися цим джерелом їжі, що дозволяє їм швидко розмножуватися. В процесі споживання бактеріями цукру, вони ферментують вуглеводи до кислот, що веде до руйнування емалі зуба.[6]

- Цукровий діабет — люди з діабетом мають проблеми з регулюванням їх рівня цукру в крові. Штучні підсолоджувачі є для них краще, ніж цукор. За обмеження ними споживання цукру через використання штучних підсолоджувачів, вони можуть насолоджуватися різноманітною дієтою. Крім того, деякі замінники цукру метаболізуються більш повільно, дозволяючи рівень цукру в крові залишається більш стабільним з плином часу.

- Реактивна гіпоглікемія — у осіб з реактивною гіпоглікемією після швидкого поглинання глюкози в кров буде вироблятись надлишок інсуліну. Це змушуватиме їх рівень глюкози в крові падати нижче рівня, необхідного для належного функціонування тіла і мозку. У результаті, наприклад, хворі на цукровий діабет, повинні уникати споживання продуктів з високим глікемічним індексом (як білий хліб), тому часто хворі вибирають штучні підсолоджувачі як альтернативу.

- Вартість — багато замінників цукру дешевші, ніж цукор. Альтернативні підсолоджувачі, часто мають низьку вартість через їх тривалий термін зберігання і високу інтенсивність солодкості. Це дозволяє зберігати продукти протягом тривалого часу.

## Використання
Підсолоджувачі використовуються для підсолоджування харчових продуктів, напоїв, лікарських засобів.
Широко використовуваними підсолоджувачами в харчовій індустрії є: аспартам, цикламат, сахарин, стевія, сукралоза, ацесульфам калію та ін. Найбільш часто споживаними продуктами з альтернативними підсолоджувачами є дієтичні газовані напої, зернові вироби і десерти, такі як морозиво.

## Вплив на здоров'я
Попри намагання за допомогою заміни в раціоні простих вуглеводів підсолоджувачами зменшити ризик ожиріння та пов'язаного з ним цукрового діабету 2 типу, деякі підсолоджувачі та цукрозамінники можуть спричиняти додаткові ризики для здоров'я.

### Ендокринна система
У липні 2025 року Ендокринне товариство США повідомило результати Тайванського пубертатного пролонгованого дослідження (англ. TPLS), яке тривало з 2018 року і включало 1407 підлітків. У процесі спостереження науковці з'ясували, що споживання аспартаму, сукралози, гліциризину та доданих цукрів було пов’язане зі значно вищим ризиком раннього статевого дозрівання, особливо у дітей з певними генетичними ознаками (центральне передчасне статеве дозрівання було діагностовано у 481 підлітка з 1407). Чим більше цих підсолоджувачів споживали підлітки, тим вищим був ризик центрального передчасного статевого дозрівання.